# World Doubles Championships 1988
World Doubles Championships 1988 — жіночий тенісний турнір, що відбувся на закритих кортах з килимовим покриттям у Токіо (Японія) в рамках Туру WTA 1988. Тривав з 25 до 27 листопада 1988 року.

## Фінальна частина

### Парний розряд, жінки
Катріна Адамс /  Зіна Гаррісон —  Джиджі Фернандес /  Робін Вайт 7–5, 7–5
- Для Адамс це був 3-й титул за сезон і 4-й — за кар'єру. Для Гаррісон це був 5-й титул за сезон і 15-й — за кар'єру.